# Charles Tupper
Charles Tupper (Amherst, Nueva Escocia, 2 de julio de 1821-Baxleyheath, Inglaterra, 30 de octubre de 1915) fue un médico cirujano y político canadiense.
Asistió a la Academia Horton de Wolfville, donde aprendió latín, griego y francés. Estudió cirugía en la Universidad de Edimburgo (1843).
James Johnston, líder conservador de Nueva Escocia, le instó a entrar en política. Ganó un escaño del Parlamento neoescocés y fue nombrado secretario provincial (1857).
Logró en 1867 un sillón en la Cámara de los Comunes de Canadá. Presidente del Consejo Privado de la Reina (1872), ministro de Hacienda (1872-1873), de Aduanas (1873-1874), Obras Públicas (1878-1879), Ferrocarriles y Canales (1879-1884), Alto Comisionado al Reino Unido (1883-1895) y primer ministro de Canadá (1896), pero de inmediato pasó a la oposición al perder la confianza del parlamento.
Líder de la oposición hasta 1901, se retiró de la política y emigró a Inglaterra, donde falleció a los 94 años de edad.
| Predecesor: Mackenzie Bowell | Primer ministro de Canadá 1896 | Sucesor: Wilfrid Laurier |